# یوکاری چیچک‌لی (یورغیر)
یوکاری چیچک‌لی (به ترکی استانبولی: Yukarıçiçekli) یک منطقهٔ مسکونی در ترکیه است که در یورغیر واقع شده‌است.